# 1919 год в спорте
Список 1919 год в спорте перечисляет спортивные события, произошедшие в 1919 году.

## Россия
- Создан футбольный клуб «Локомотив» (Киев);

## Международные события
- Дальневосточные игры 1919;

### Баскетбол
Созданы клубы:
- «Влазния»;
- «Паниониос»;

### Футбол
- Финал Кубка Франции по футболу 1919;
- Футбольная лига Англии 1919/1920;
- Чемпионат Исландии по футболу 1919;
- Чемпионат Северной Ирландии по футболу 1918/1919;
- Чемпионат Северной Ирландии по футболу 1919/1920;
- Чемпионат Уругвая по футболу 1919;
- Созданы клубы:
  - «Алахуэленсе»;
  - «Анже»;
  - «Баку Элин-Депортиво»;
  - «Бауру»;
  - «Белененсеш»;
  - «Бор»;
  - «Брёншёй»;
  - «Виареджо»;
  - «Витковице»;
  - «Влазния»;
  - «Горда» (Гётеборг);
  - ГОШК (Габела);
  - «Депортиво Пасто»;
  - «Дроэда Юнайтед»;
  - «Кавезе»;
  - «Капфенберг»;
  - «Карловац»;
  - «Касереньо»;
  - «Колубара»;
  - «Культураль Дуранго»;
  - «Лидс Юнайтед»;
  - «Любек»;
  - «Мариехамн»;
  - «Марсилио Диас»;
  - «Мачва»;
  - «Минёр»;
  - «Мойзельвиц»;
  - «Новезе»;
  - «Ольмедо»;
  - «Портосуммага»;
  - «Потенца»;
  - «Про Патрия»;
  - «Прогресс Нидеркорн»;
  - «Пьяченца»;
  - «Расинг» (Монтевидео);
  - «Расинг» (Ферроль);
  - «Риу-Бранку»;
  - «Рух» (Радзёнкув);
  - «Салернитана»;
  - «Сан-Луис Кильота»;
  - «Седан»;
  - «Сент-Этьен»;
  - «Сентрал»;
  - «Сигма»;
  - «Слобода» (Тузла);
  - «Слован» (Братислава);
  - «Срем»;
  - «Тур»;
  - «Фастав» (Злин);
  - «Фигерас»;
  - «Форвертс» (Штайр);
  - «Халадаш»;
  - «Целе»;
  - «Цибалия»;
  - «Црвенка»;
  - «Эсперанс» (Тунис);

### Хоккей с шайбой
- НХЛ в сезоне 1918/1919;
- НХЛ в сезоне 1919/1920;
- Создан клуб «Славия» (София);